# Duroniella parallella
Duroniella parallella är en insektsart som beskrevs av Boris Petrovich Uvarov 1950. Duroniella parallella ingår i släktet Duroniella och familjen gräshoppor. Inga underarter finns listade i Catalogue of Life.